# Aranygaluska
Arany Galushka (o Aranygaluska) es un postre tradicional  húngaro que consiste en bolas de masa de levadura (galuska) endulzadas. Las bolas son bañadas en mantequilla fundida, y entonces son recubiertos con una mezcla de azúcar y  frutos secos machacados (tradicionalmente, nueces), estratificados en capas y rociados con pasas, antes de ser cocidos hasta dorarlos.  Arany significa oro o dorado; las galuska en cambio son las bolas de masa. La Aranygaluska puede ser servida con natilla de vainilla.
Nancy Reagan popularizó este plato en los Estados Unidos cuándo lo sirvió en la Casa Blanca para Navidad.

## Versión checo-eslovaca

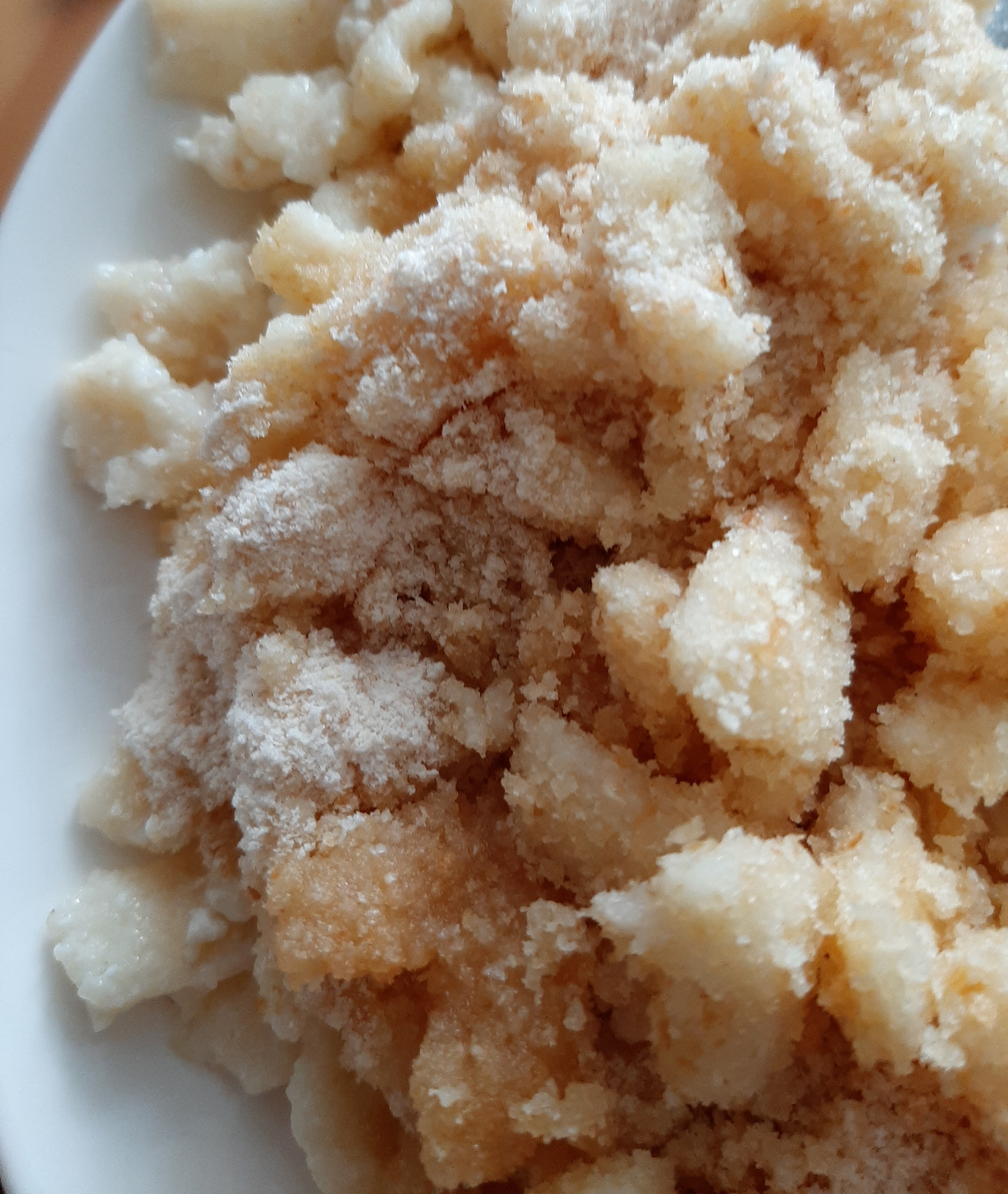
El zlaté halušky con pan rallado dulce

Desde la período socialista en Checoslovaquia es conocida también una receta por halušky de tvaroh y sémola cubierto con pan rallado dulce, que se cubre con mantequilla, llamada zlaté halušky (AFI: [ˈzlateː ˈɦaluʂki], en español: halušky dorados). Esta receta se utiliza a menudo en los comedores escolares checos o eslovacos.

## Postres relacionados
La Somloi Galuska se asemeja a una bagatela inglesa. Su galuska (bolas de masa) está hecho de bizcocho, los cuales son recubiertos con capas con natilla de vainilla, salsa de chocolate, pasas y ron. También puede ser aderezada con crema batida.